# Chronologie de l'invasion de l'Ukraine par la Russie (avril 2022)
Pour un article plus général, voir Invasion de l'Ukraine par la Russie.
Cet article fait partie de la chronologie de l'invasion de l'Ukraine par la Russie et présente une chronologie des évènements clés de ce conflit durant le mois d'avril 2022.
Pour les événements précédents, voir Chronologie de l'invasion de l'Ukraine par la Russie (mars 2022).
Pour les événements suivants, voir Chronologie de l'invasion de l'Ukraine par la Russie (mai 2022).

Carte animée de l'invasion du 24 février au 7 avril.
Carte animée de l'invasion du 7 avril au 5 septembre.
- Les 100 premiers jours de l'invasion

Voir la carte détaillée par ville sur Wikipédia en anglais.

## Chronologie des évènements

### 1eravril
Deux hélicoptères militaires ukrainiens Mi-24 auraient visé un dépôt de stockage de carburant dans la ville russe de Belgorod après avoir traversé la frontière à basse altitude, annonce le gouverneur régional Viatcheslav Gladkov,. Les images des caméras de sécurité du dépôt montrent un éclair de lumière provenant de ce qui semble être une roquette tirée à basse altitude dans le ciel, suivi d'une explosion au sol.
Le maire de Boutcha annonce que les forces ukrainiennes ont repris le contrôle de la ville, à la suite du retrait des troupes russes au nord de Kiev.

### 2 avril
Des missiles russes frappent les villes de Poltava et Krementchouk dans le centre de l'Ukraine tôt le 2 avril, endommageant des infrastructures et des bâtiments résidentiels, selon le chef de l'oblast de Poltava, Dmytro Lunin.
L'offensive de Kiev s'achève par une victoire ukrainienne après l'annonce du retrait russe de l'oblast. Les Ukrainiens reprennent le contrôle de la totalité de la région après le repli des Russes de villes clés situées près de la capitale, annonce la vice-ministre ukrainienne de la Défense, Ganna Maliar. L’objectif de ce « retrait rapide » des troupes russes des régions de Kiev et de Tchernihiv, dans le nord de l’Ukraine, est un redéploiement de ces soldats vers l’est et le sud, estime le gouvernement ukrainien. Objectif clé aux yeux de l'État-major russe, l'échec de la prise de Kiev est considéré comme un revers militaire majeur dans leur campagne,.

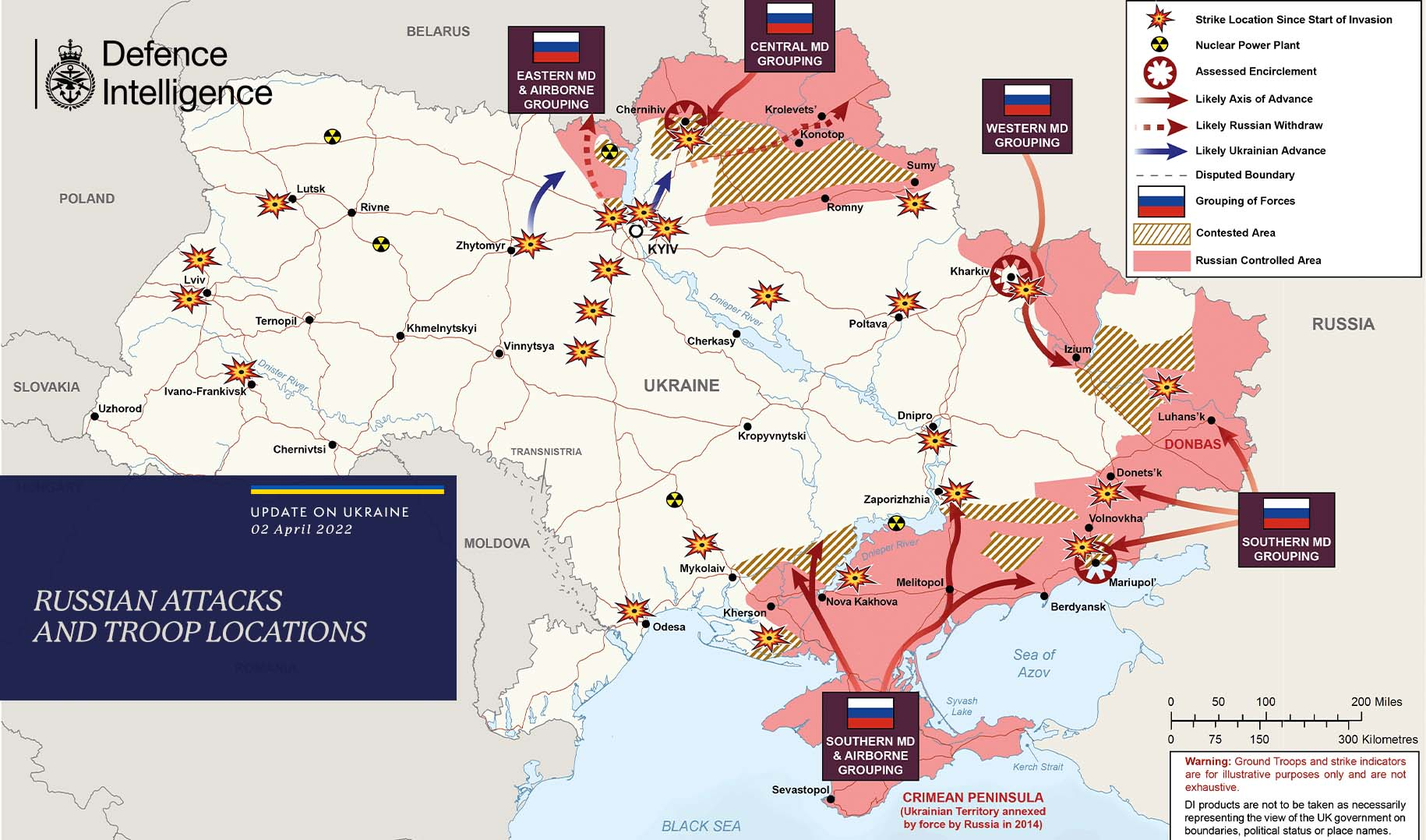
Situation les 2 et 3 avril 2022
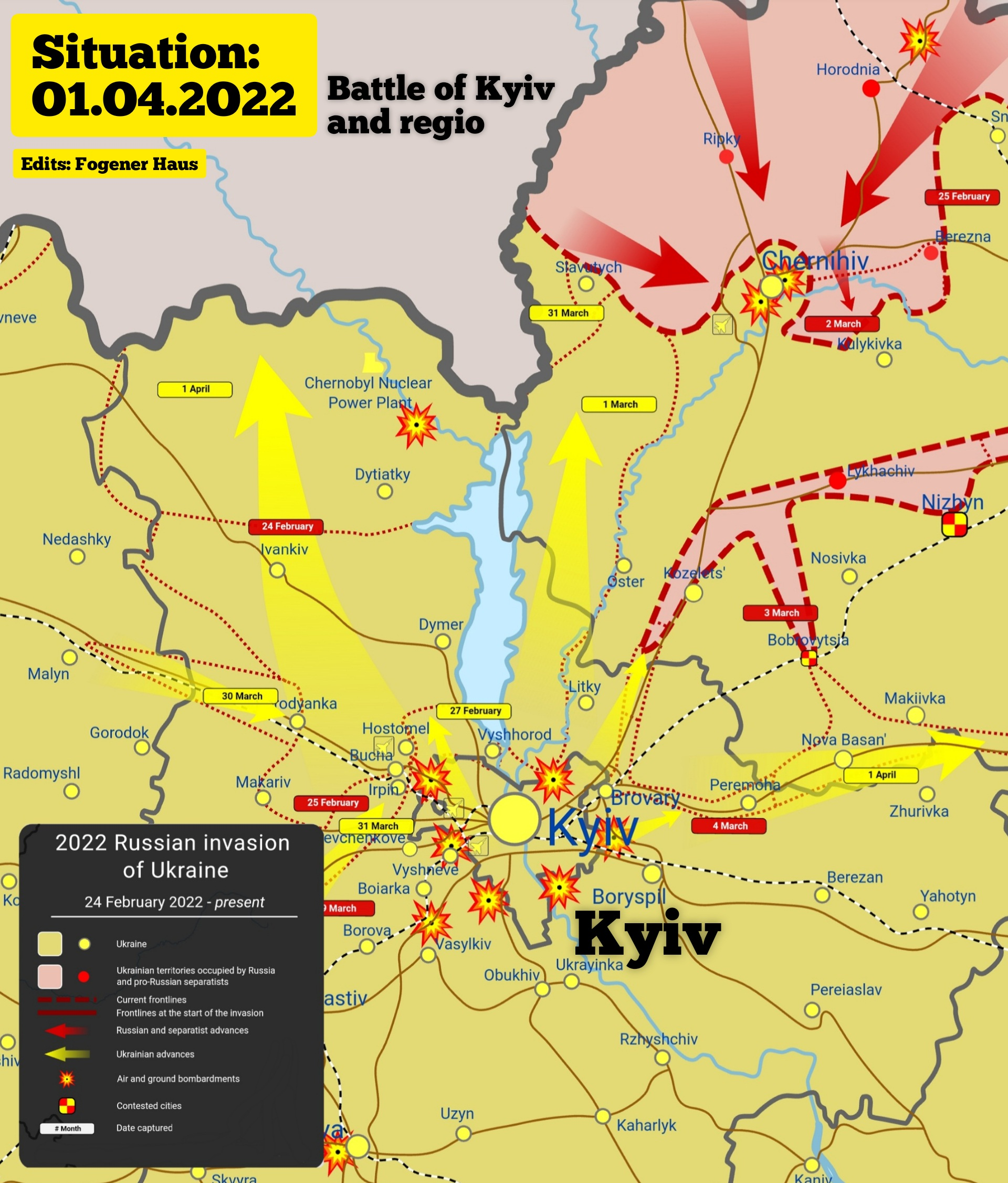
Bataille de Kiev; situation au 1er avril

### 3 avril
La Russie est accusée de crime de guerre pour des centaines de civils retrouvés morts dans la ville de Boutcha libérée par les forces ukrainiennes. De nombreux bombardements ont été entendus au sud et à l'est dans les villes d'Odessa et Mykolaïv.
En analysant des images de la télévision russe, le groupe de volontaires ukrainiens InformNapalm identifie le lieutenant-colonel Azatbek Omourbekov comme étant le commandant de la 64e brigade de fusiliers motorisés positionnée à Boutcha et responsable du massacre,. Ils publient également toutes ses données personnelles (adresse, numéro de téléphone, courriel…),.

### 4 avril
Joe Biden demande un procès pour les crimes de guerre commis en Ukraine par la Russie depuis le début de l'invasion et particulièrement à Boutcha pour le massacre de centaines de civils. De son côté, le Président Volodymyr Zelensky décrit le massacre comme un crime de guerre qui sera reconnu comme un génocide.
La procureure générale d’Ukraine annonce que plus de quatre mille crimes de guerre russes seraient recensés.
La France annonce qu'elle s'apprête à expulser une trentaine de diplomates russes en raison « d'activités contraires à ses intérêts ».
Le gouvernement ukrainien publie la liste des militaires de la 64e brigade de fusiliers motorisés avec noms, date de naissance, numéro de passeport. Cette brigade était positionnée à Boutcha et est suspectée d'y avoir commis le massacre. La liste est issue de la fuite perpétrée par les hackers d'Anonymous la veille.

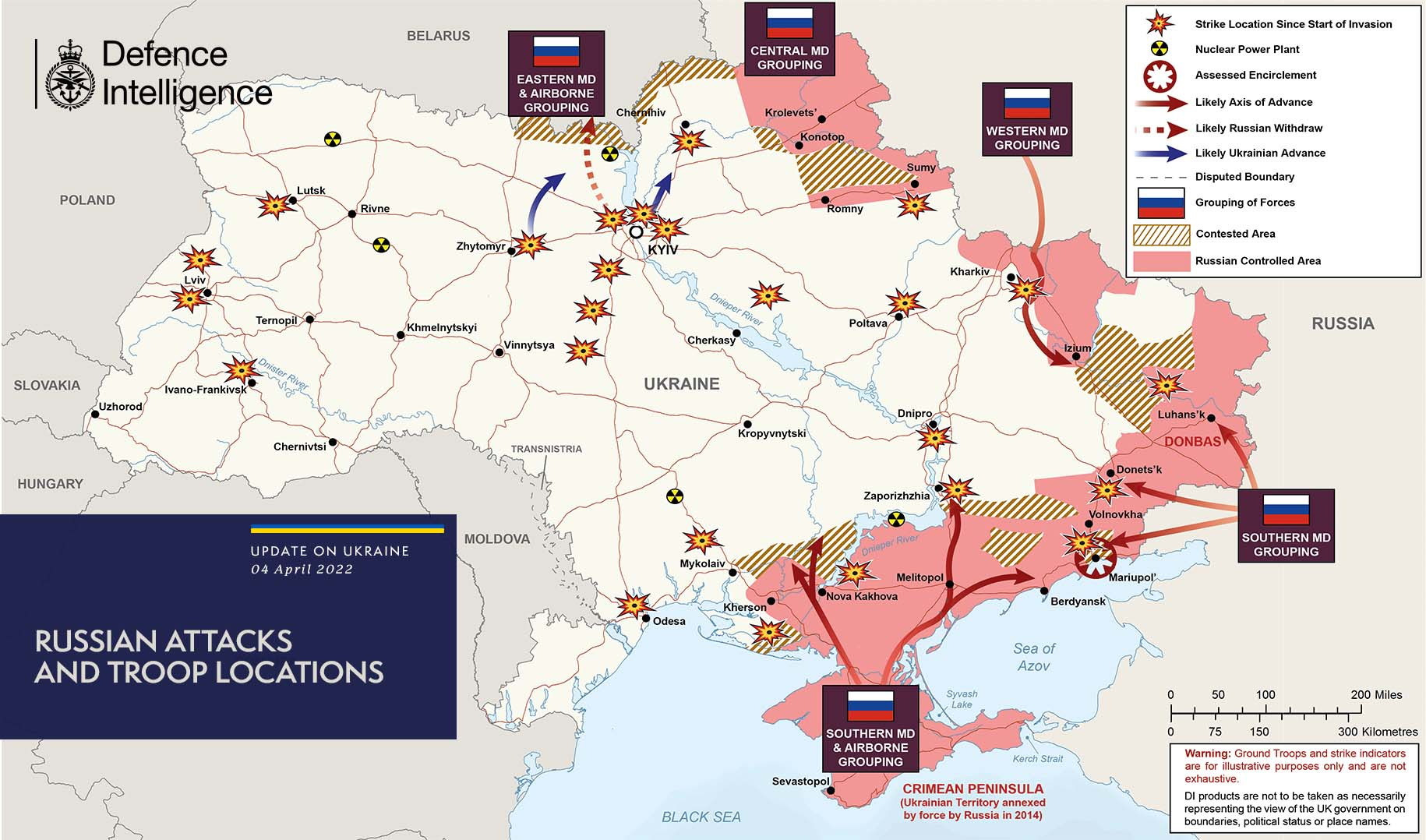
Situation au 4 avril 2022

### 5 avril
Le retrait des forces russes des environs de Kiev touche à sa fin. Les forces ukrainiennes continuent à opposer une résistance organisée dans certaines parties de Marioupol, tandis que les forces russes mènent des opérations offensives limitées sur l'axe Izioum-Sloviansk.
Le président ukrainien Volodymyr Zelensky s'est exprimé par visioconférence au conseil de sécurité de l'ONU après la convocation de celui-ci par la Russie pour contester formellement les accusations portées contre elle sur le massacre de Boutcha. Le président a demandé que le droit de veto de la Russie au sein du conseil lui soit retiré.

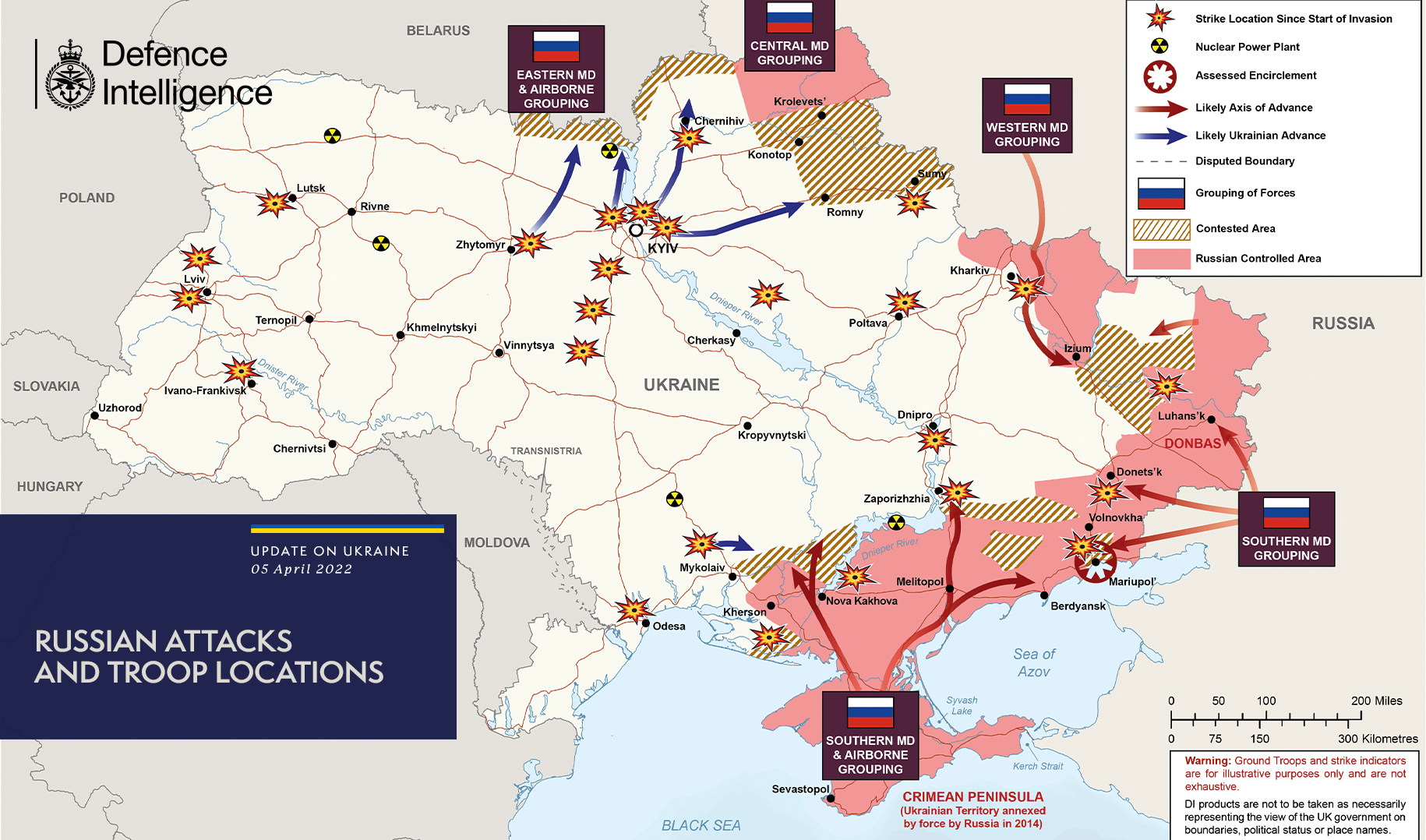
Situation au 5 avril 2022
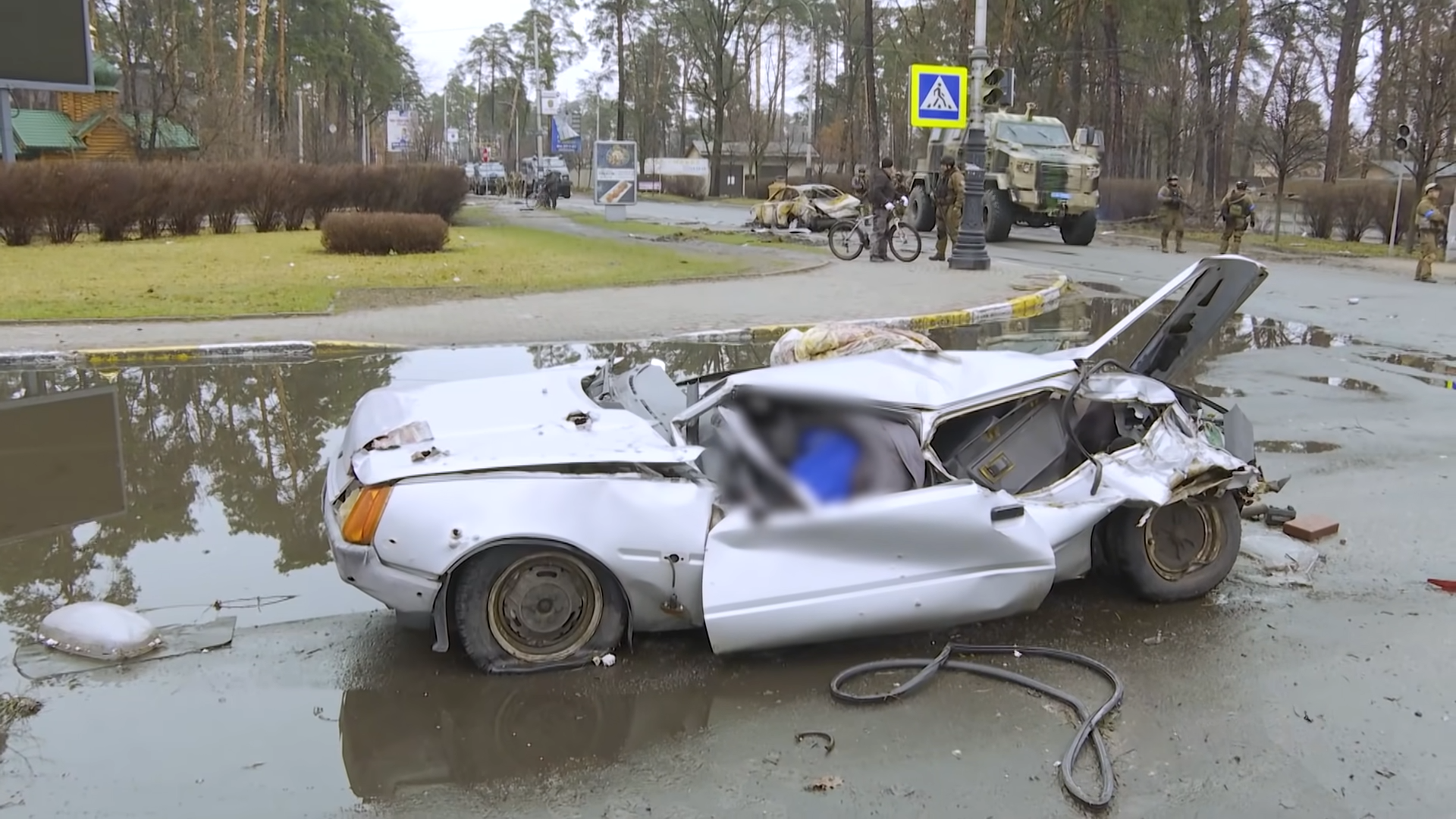
Voiture détruite à Boutcha avec un homme mort à l'intérieur

### 6 avril
Les troupes russes concentrant désormais leur campagne militaire sur le Front Est, la vice-Première ministre ukrainienne Iryna Verechtchouk appelle le 6 avril les habitants de l'est de l'Ukraine à évacuer la région « sans délai », sur fond de craintes d'une offensive majeure et meurtrière de l'armée russe sur le Donbass. De violents affrontements sont également signalés sur le Front Sud, notamment à Mykolaïv où un dispensaire psychiatrique a été bombardé.
Le pape François critique « l'impuissance » des organisations internationales incapables d'arrêter l'invasion.

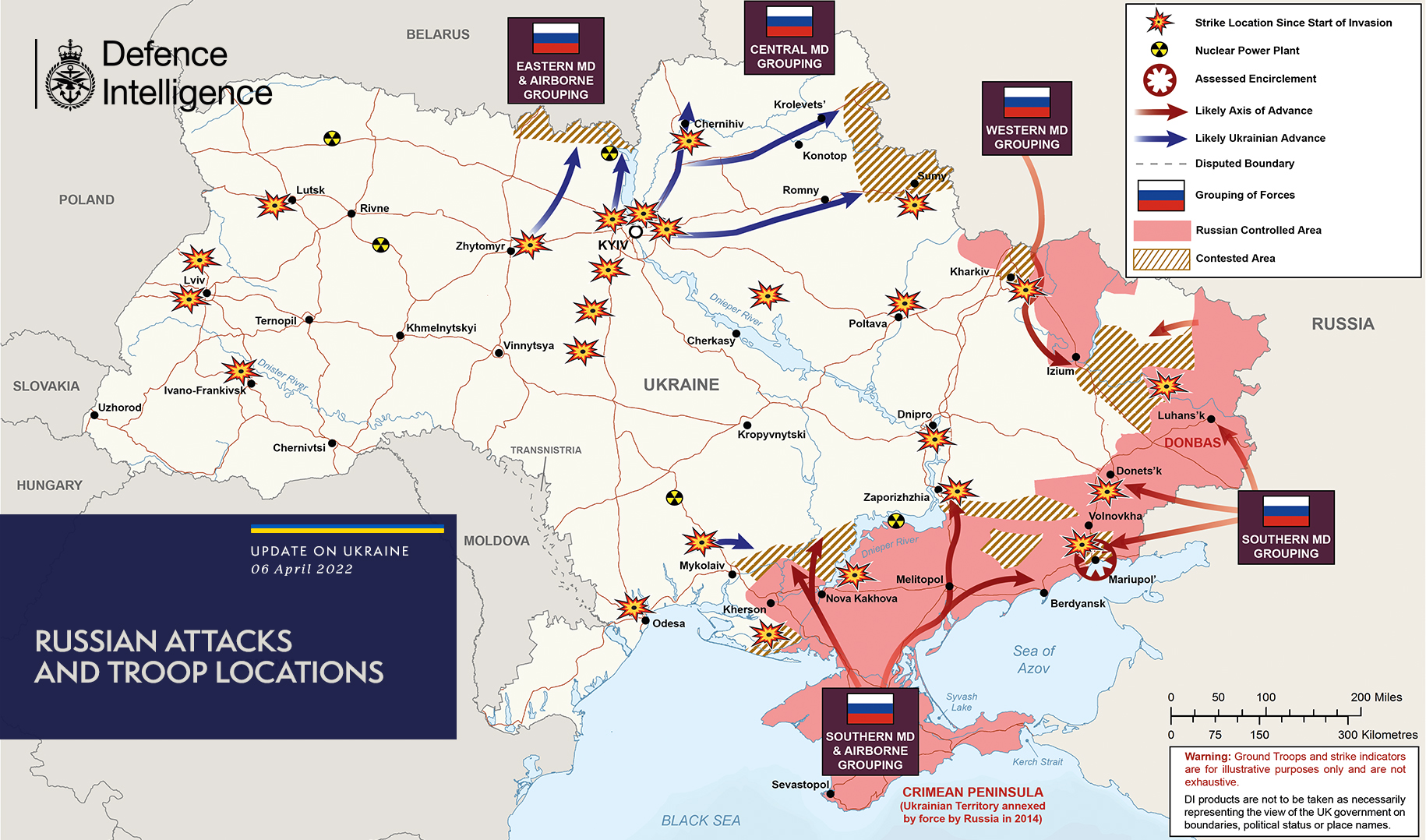
Situation au 6 avril 2022

### 7 avril
Selon le ministère russe de la Défense, des missiles ont détruit quatre installations de stockage de carburant dans les villes ukrainiennes de Mykolaïv, Kharkiv, Zaporijjia et Tchouhouïv pendant la nuit. Celles-ci étaient utilisées par l'Ukraine pour approvisionner ses troupes près des villes de Mykolaïv et de Kharkiv et dans la région du Donbass à l'extrême sud-est.
La Russie est suspendue par l'Assemblée générale de l'ONU du Conseil des droits de l'homme de l'ONU. Le Congrès des États-Unis commence à adopter un projet de loi facilitant l'envoi d'armes en Ukraine.
Le porte-parole du Kremlin, Dmitri Peskov, admet pour la première fois des pertes importantes du côté russe, ajoutant : « C'est une immense tragédie pour nous ».

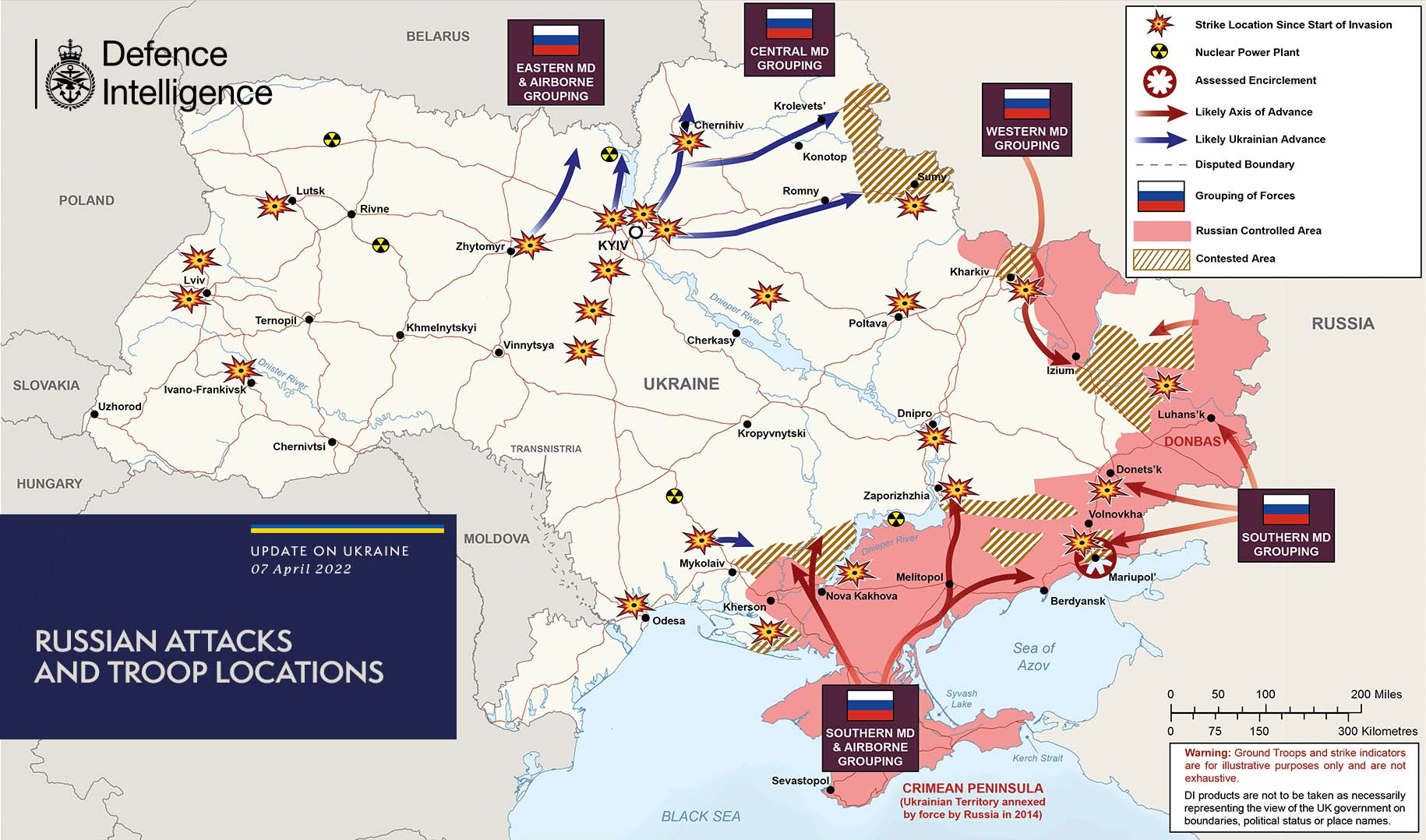
Situation au 7 avril 2022

### 8 avril
La Russie déclare avoir détruit à l'aide de missiles K-300P Bastion-P un centre de formation pour « mercenaires étrangers » près de la ville d'Odessa.
La gare de Kramatorsk a été bombardée alors qu'elle était bondée de civils cherchant à se mettre en protection dans l'ouest du pays. Selon les rapports, au moins 50 personnes ont été tuées,, et 87 à 300 personnes blessées. L'attaque est attribuée par les autorités ukrainiennes aux forces russes, ce que la Russie dément.
Alexandre Dvornikov — qui avait commandé les forces russes en Syrie de septembre 2015 à juin 2016 — est nommé à la tête des opérations militaires de l'invasion de l'Ukraine par la Russie. Selon la BBC, qui rapporte les propos d'un officiel occidental, ce remaniement du commandement des forces armées russes en Ukraine vise à améliorer la coordination entre les différentes unités, alors que les différents groupes de l'armée russe étaient jusque là organisés et commandés de façon séparée.

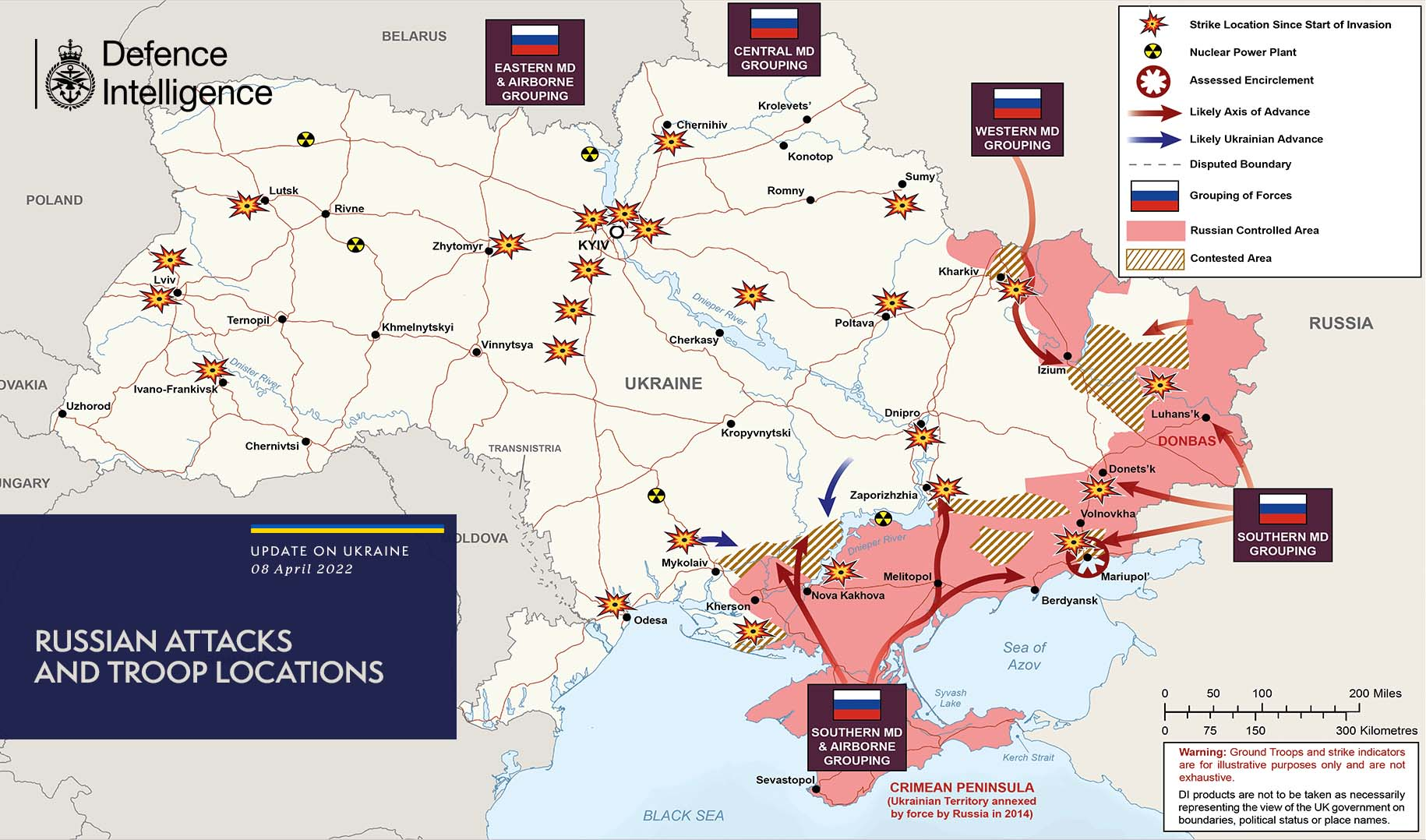
Situation au 8 avril 2022

### 9 avril
Le président russe Poutine nomme le général d'armée russe Alexandre Dvornikov, commandant du district militaire sud de la Russie, commandant de la campagne militaire russe en Ukraine. Dvornikov est devenu connu pour son commandement des forces russes lors de l'intervention militaire russe en Syrie.
Les forces russes ont de nouveau frappé un réservoir de stockage contenant environ trois tonnes d'acide nitrique à Roubijné, annonce Serhiy Haidaï, le gouverneur de la région ukrainienne de Louhansk.
Le Premier ministre britannique Boris Johnson rencontre le Président Zelensky à Kiev, offrant des véhicules blindés, des systèmes de missiles antinavires et promettant des prêts et un assouplissement des tarifs.

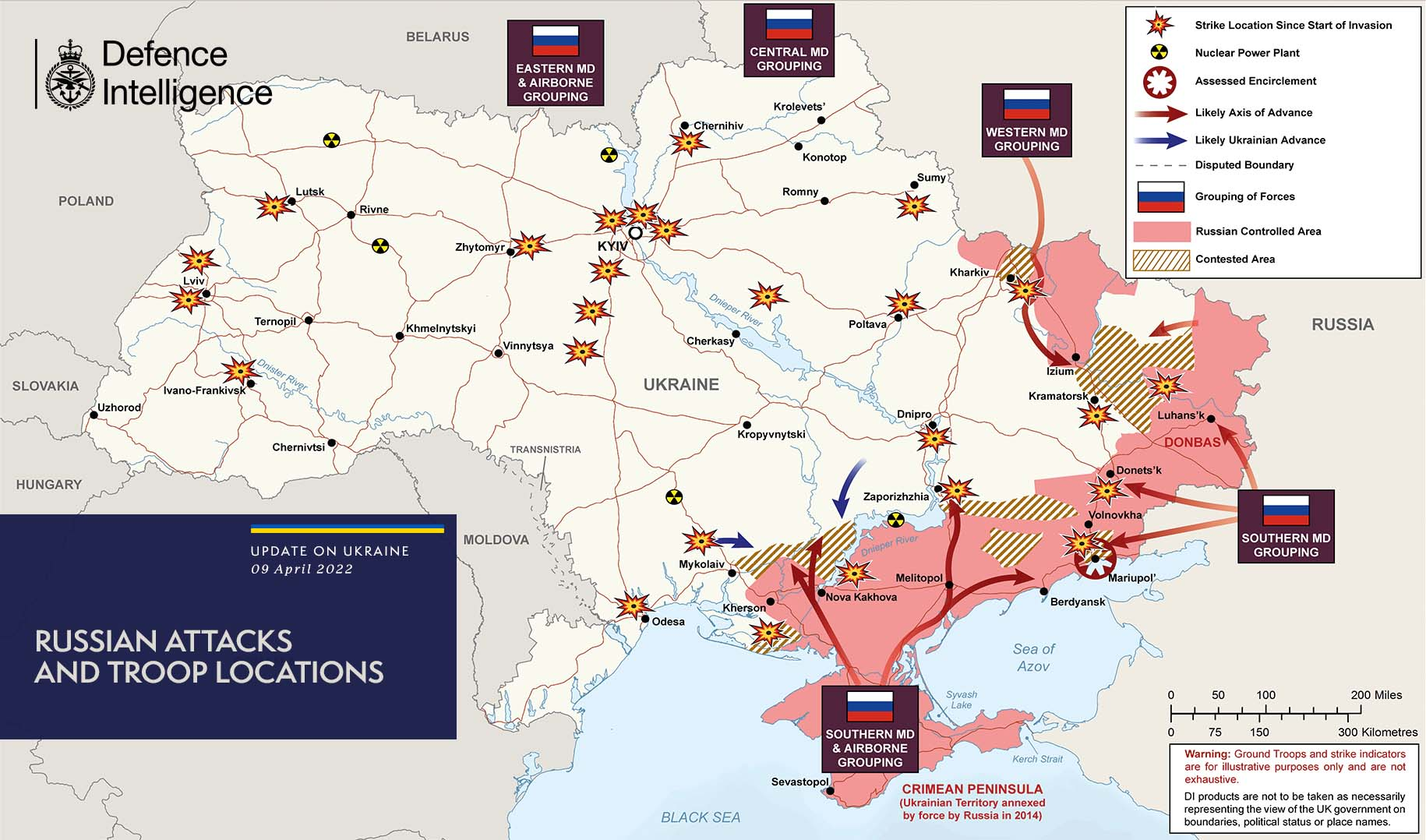
Situation au 9 avril 2022

### 10 avril
Des images satellite montrent un convoi militaire russe de 13 km de long se déplaçant vers le sud à travers la ville de Velykyï Bourlouk, dans l'est de l'Ukraine, vers Kharkiv.
Valentyn Reznitchenko, le chef de l'administration militaire de Dnipro, affirme que l'aéroport de la ville, ainsi que l'infrastructure qui l'entoure, ont été complètement détruits par les bombardements russes.
Selon le ministère russe de la Défense, des hélicoptères d'attaque russes Ka-52 ont détruit un convoi de véhicules blindés et de systèmes de lutte antiaérienne ukrainiens. Le ministère publie des séquences vidéo d'hélicoptères d'attaque Ka-52 volant à très basse altitude, lançant des missiles et tirant avec des canons sur des cibles au sol.

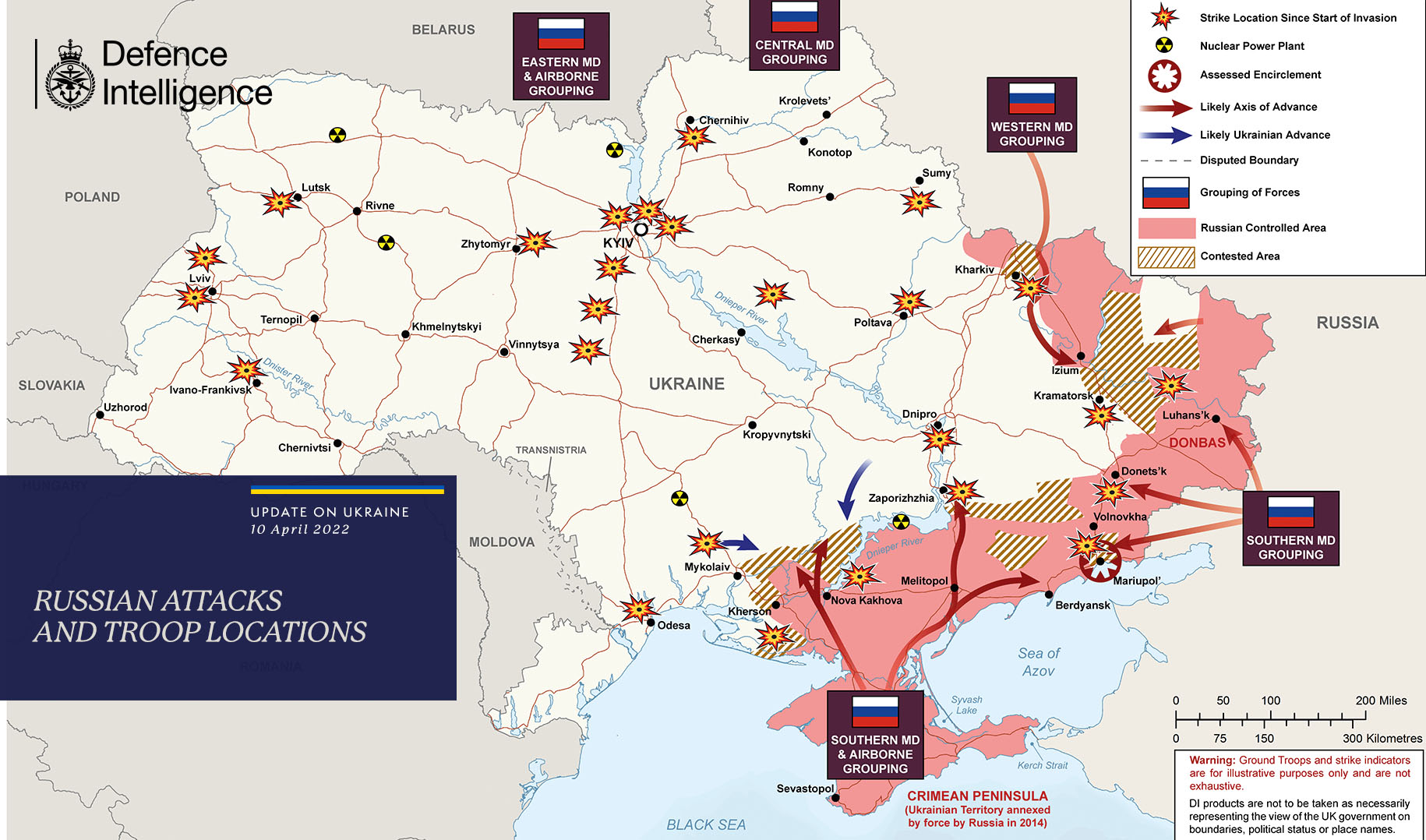
Situation du 10 au 13 avril 2022

### 11 avril
Le ministre russe de la Défense affirme que des missiles Kalibr de haute précision en périphérie sud de Dnipro ont détruit l'équipement d'une division de missiles antiaériens S-300 fourni à l'Ukraine par un pays européen, caché dans un hangar. Quatre lanceurs S-300 et jusqu'à 25 soldats ukrainiens ont également été touchés. Le gouvernement slovaque, ayant précédemment confirmé le don de son système de défense aérienne S-300 à l'Ukraine, nie les allégations de la Russie.
Le chancelier autrichien Karl Nehammer rencontre le président russe Vladimir Poutine à Moscou, marquant la première visite d'un dirigeant occidental depuis le début de l'invasion. Selon la chancellerie autrichienne, la conversation avec le dirigeant russe a été « très directe, ouverte et dure », cette rencontre avec le dirigeant russe n'étant « pas une visite amicale ».
- Tirs de missiles Kalibr en 2015.

### 12 avril
Toutes les forces russes sont désormais placées sous le seul commandement du district militaire sud du général Dvornikov. Sur le terrain, il existe trois zones d’attente (la zone de Kherson et du Sud-Ouest, la ligne de Zaporijjia à la république séparatiste de Donetsk et la région de Kharkiv) et quatre zones de combat (la région d’Izioum, la région de Sievierodonetsk, la région de Donetsk et Marioupol), bien que l’infanterie russe continue à faire face à de nombreuses difficultés.
Sur Telegram, le bataillon Azov affirme que les forces russes ont largué « une substance toxique d'origine inconnue » d'un véhicule aérien sans pilote sur des militaires et des civils ukrainiens à Marioupol.
Entre-temps, selon un communiqué du ministère de la Défense de la fédération de Russie, des missiles aériens et maritimes de haute précision russes ont détruit un dépôt de munitions et un hangar sécurisé abritant des avions ukrainiens sur l'aérodrome militaire de Starokostiantyniv, dans l'oblast de Khmelnytskyï, ainsi qu'un dépôt de munitions près de Gavrilovka, dans la région de Kiev.

### 13 avril

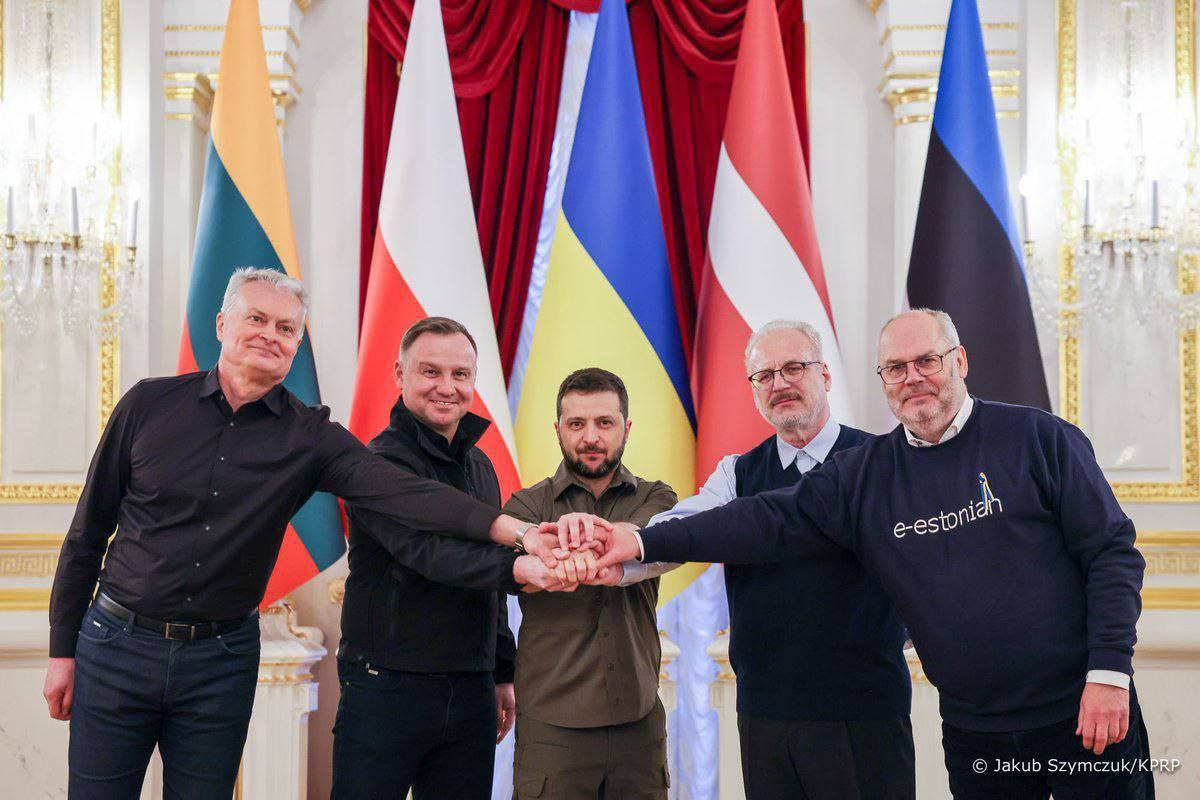
Les présidents lituanien, polonais, letton et estonien Gitanas Nauseda, Andrzej Duda, Egils Levits et Alar Karis en visite près de Kiev autour du président de l'Ukraine Volodymyr Zelensky.

Selon un communiqué du ministère de la Défense de la fédération de Russie, 1026 soldats de la 36e brigade de marine ukrainienne, dont 162 officiers, se sont rendus dans la ville portuaire assiégée de Marioupol,. L'Ukraine n'a communiqué aucune information concernant une quelconque reddition.
Les autorités ukrainiennes affirment avoir touché le croiseur Moskva, navire amiral de la flotte de la mer Noire, avec au moins un missile Neptune. Les autorités russes déclarent que le croiseur est gravement endommagé à la suite d'un incendie ayant provoqué une explosion de munitions. Toujours selon les autorités russes, l'équipage de 510 militaires aurait été évacués du navire.
Les forces russes poursuivent des attaques locales infructueuses dans l'est de l'Ukraine alors que se poursuivent les préparatifs d'une offensive probablement plus large. Elles continuent à se regrouper dans l'oblast de Kharkiv pour des opérations offensives et n'ont mené que des attaques mineures au sud d'Izioum.
Vladimir Poutine nomme le général Alexandre Dvornikov à la tête des troupes russes en Ukraine pour mener l'offensive à venir dans le Donbass. Surnommé le « Boucher de Syrie » par David Petraeus, l'ancien chef d'État-major américain en Irak, il a mené les forces russes pour le siège de Grozny lors de la Seconde guerre de Tchétchénie (1999-2000) et la bataille d'Alep en Syrie (2016).

Le croiseur Moskva
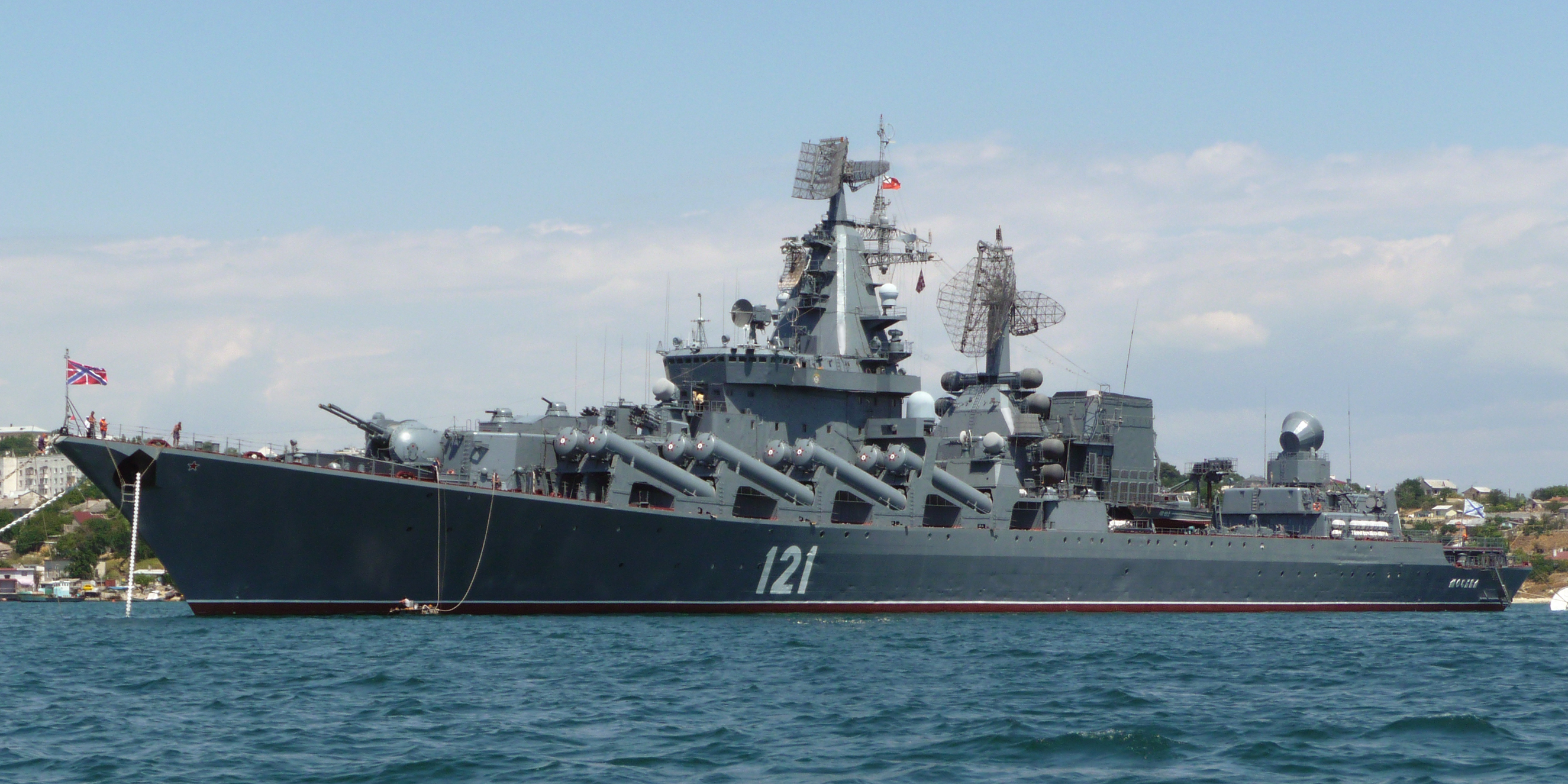
Le Moskva dans la rade de Sébastopol
- Vidéo du Ministère de la Défense de la fédération de Russie

### 14 avril
Selon la Russie, deux hélicoptères de combat ukrainiens lourdement armés sont entrés dans l'espace aérien russe et ont mené au moins six frappes aériennes contre des bâtiments résidentiels dans l'oblast de Briansk. Le gouverneur de la région de Belgorod affirme qu'un village a également été attaqué, mais aucune personne n'aurait été blessée. Les autorités russes accusent également l'Ukraine d'avoir bombardé la ville de Klimovo et le village de Spodorachino. En outre, le Service fédéral de sécurité russe affirme que les forces armées ukrainiennes ont ouvert le feu sur un poste de contrôle frontalier de Novyye Yurovichi, dans l'oblast de Bryansk.
Dans la soirée, le ministère de la Défense de la fédération de Russie annonce officiellement la perte du croiseur russe Moskva en parlant d'un incendie accidentel (alors que l'Ukraine revendique une frappe par deux missiles Neptune ukrainiens).

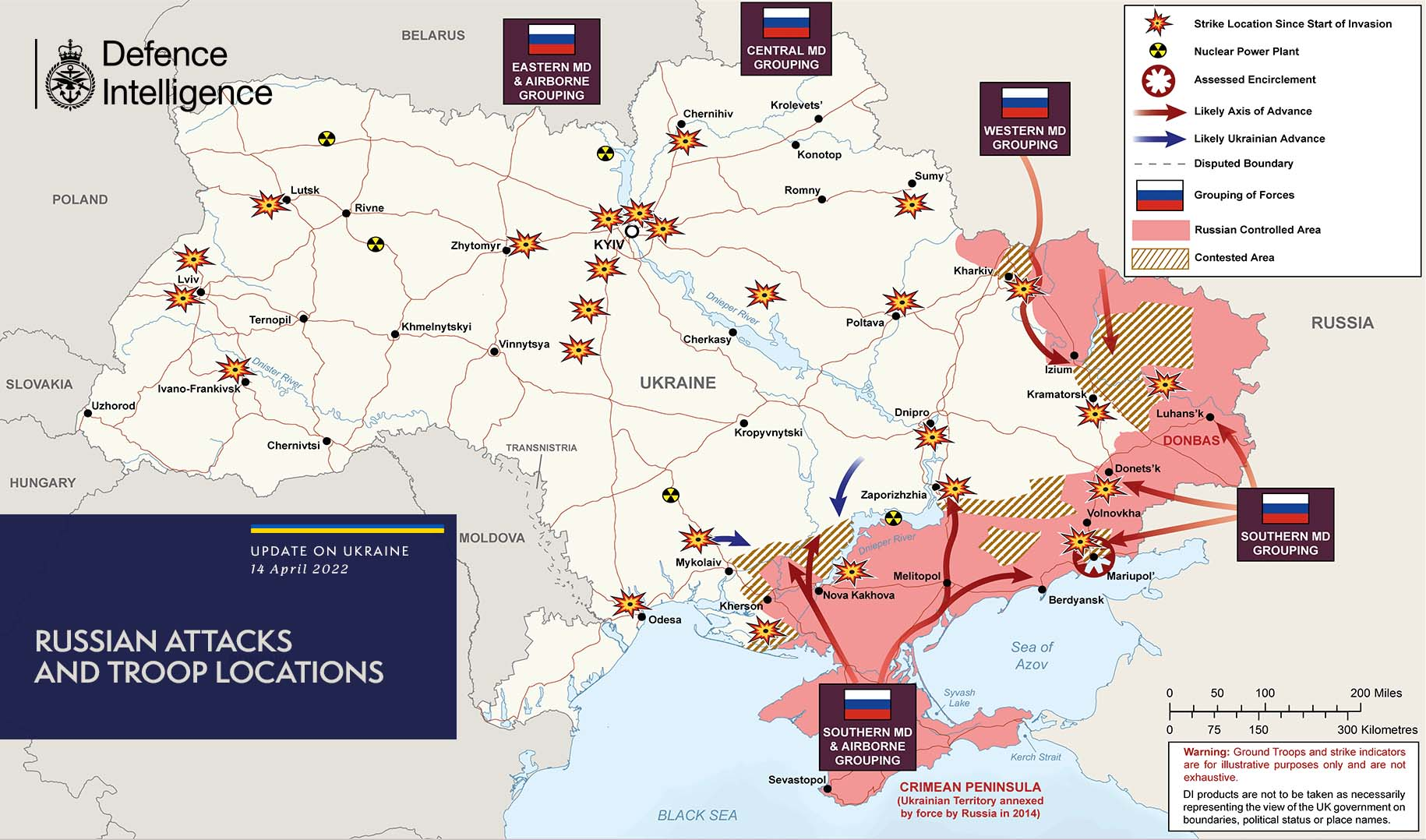
Situation les 14 et 15 avril 2022

### 15 avril
Alors que les autorités russes accusent les Ukrainiens d'avoir bombardé Klimovo, les services de renseignement ukrainiens mettent en ligne l'enregistrement d'une conversation entre forces russes interceptée peu avant l'attaque. Il y est clairement dit qu'il fallait bombarder le village pour pouvoir accuser l'Ukraine, « comme le FSB l'avait déjà fait à l'époque de la guerre de Tchétchénie en simulant des attaques terroristes à Moscou ».
Le ministère de la Défense de la fédération de Russie affirme que l'usine sidérurgique Illitch de Marioupol a été « libérée » des forces ukrainiennes, les Russes prenant ainsi le contrôle de l'usine. Le ministère annonce également l'« élimination d'au moins 30 mercenaires polonais » lors d'une frappe de roquettes sur le village d'Izyumsko.
Les forces ukrainiennes ont repris le contrôle de Rohan dans l'oblast de Kharkiv.

### 16 avril
La Russie affirme avoir détruit une usine de matériel militaire fabriquant notamment des véhicules blindés à Kiev et une installation de réparation militaire à Mykolaïv à l'aide d'armes à longue portée à lancement aérien de haute précision.
La Russie affirme également avoir abattu un avion ukrainien Su-25 près de la ville d'Izioum.
Selon des responsables russes, le major-général Vladimir Petrovitch Frolov a été tué au combat en Ukraine.

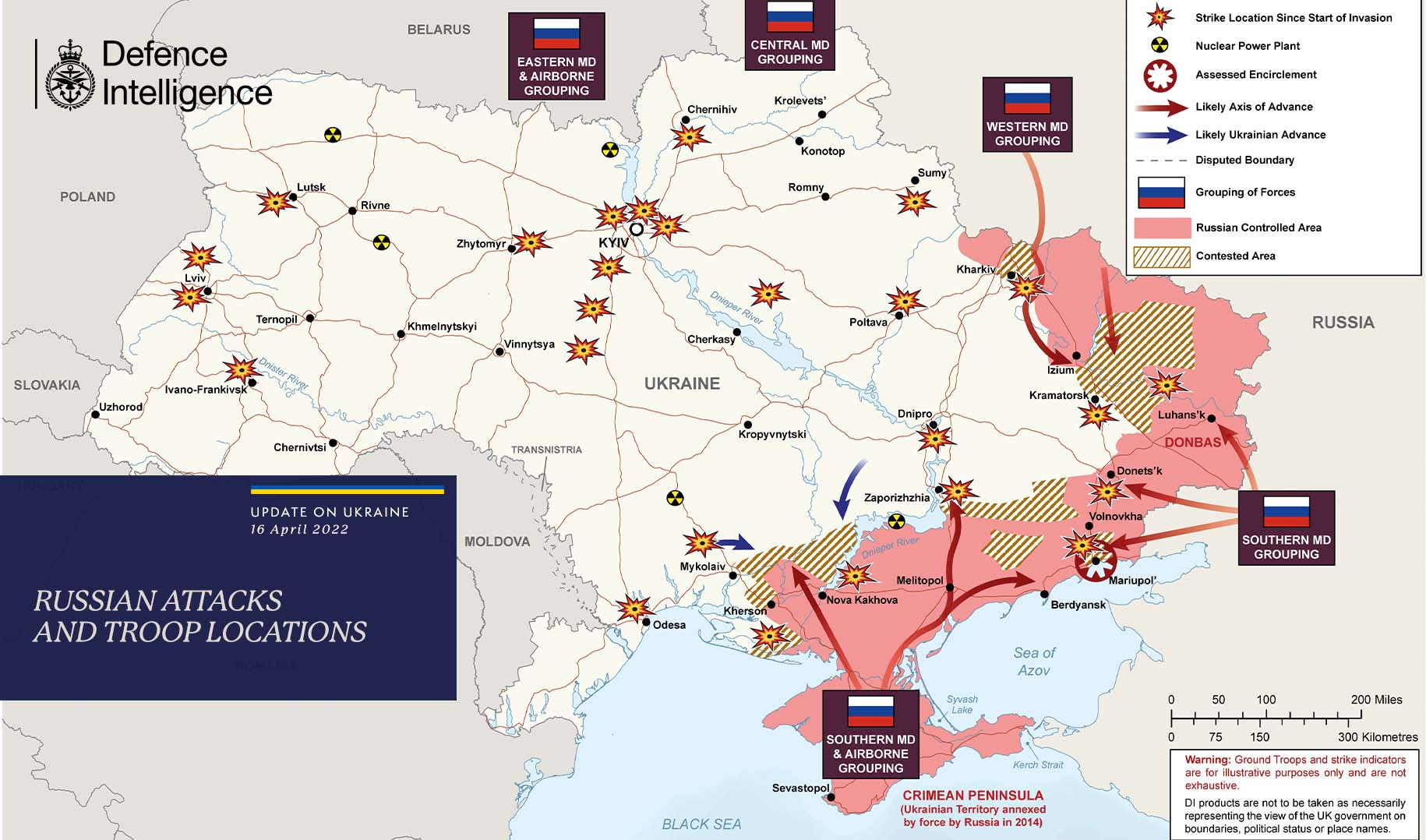
Situation du 16 au 20 avril 2022

### 17 avril
Les forces russes cherchent à forcer les défenseurs restants de l'usine d'Azovstal à capituler grâce à une puissance de feu écrasante pour éviter des opérations de nettoyage coûteuses, mais les défenseurs ukrainiens restants semblent déterminés à organiser une bataille finale. Elles poursuivent également leur renforcement autour d'Izioum mais n'ont mené aucune opération offensive.
Une série de frappes russes à Kharkiv font cinq morts et 13 blessés civils. Une usine militaire aux abords de Kiev est également visée par l'aviation russe.

### 18 avril
Poutine décerne un titre honorifique à une brigade, celle-là même accusée par l'Ukraine et la communauté internationale d'avoir commis le massacre de Boutcha : il signe en effet un décret donnant à la 64e brigade de fusiliers motorisés le titre d'unité de la « Garde » pour leur défense des « intérêts de la patrie et de l'État », louant « l'héroïsme de masse et la bravoure, la ténacité et le courage » de ses membres.
La ville de Lviv est visée par cinq missiles russes, selon le gouverneur régional Maksym Kozytsky. Trois des missiles ont endommagé des installations d'infrastructure militaire et un a touché un magasin de pneus, faisant plusieurs victimes civiles.
Dans la soirée, les forces russes commencent une nouvelle offensive tout le long du front Est dans le Donbass.

### 19 avril
Selon Serhiy Haïdaï, le gouverneur de la région de Louhansk, les forces russes se sont emparées de la ville de Kreminna après la retraite des troupes ukrainiennes de la ville.
Le ministre russe des Affaires étrangères, Sergueï Lavrov, confirme qu'« une autre phase » de l'invasion a débuté. Elle se caractérise en grande partie par des bombardements d'artillerie et aériens soutenant quelques offensives terrestres à petite échelle.

### 20 avril
Selon le ministère russe de la Défense, les forces russes ont frappé 1 053 installations militaires ukrainiennes pendant la nuit et détruit 106 positions de tir.
L'Ukraine accuse la Russie d'avoir bombardé un hôpital abritant 300 personnes dans la ville de Marioupol.

### 21 avril
Poutine affirme avoir conquis Marioupol. Il a cependant annulé son projet de prendre d’assaut l'usine sidérurgique d’Azovstal, qui serait le dernier centre de résistance ukrainien.

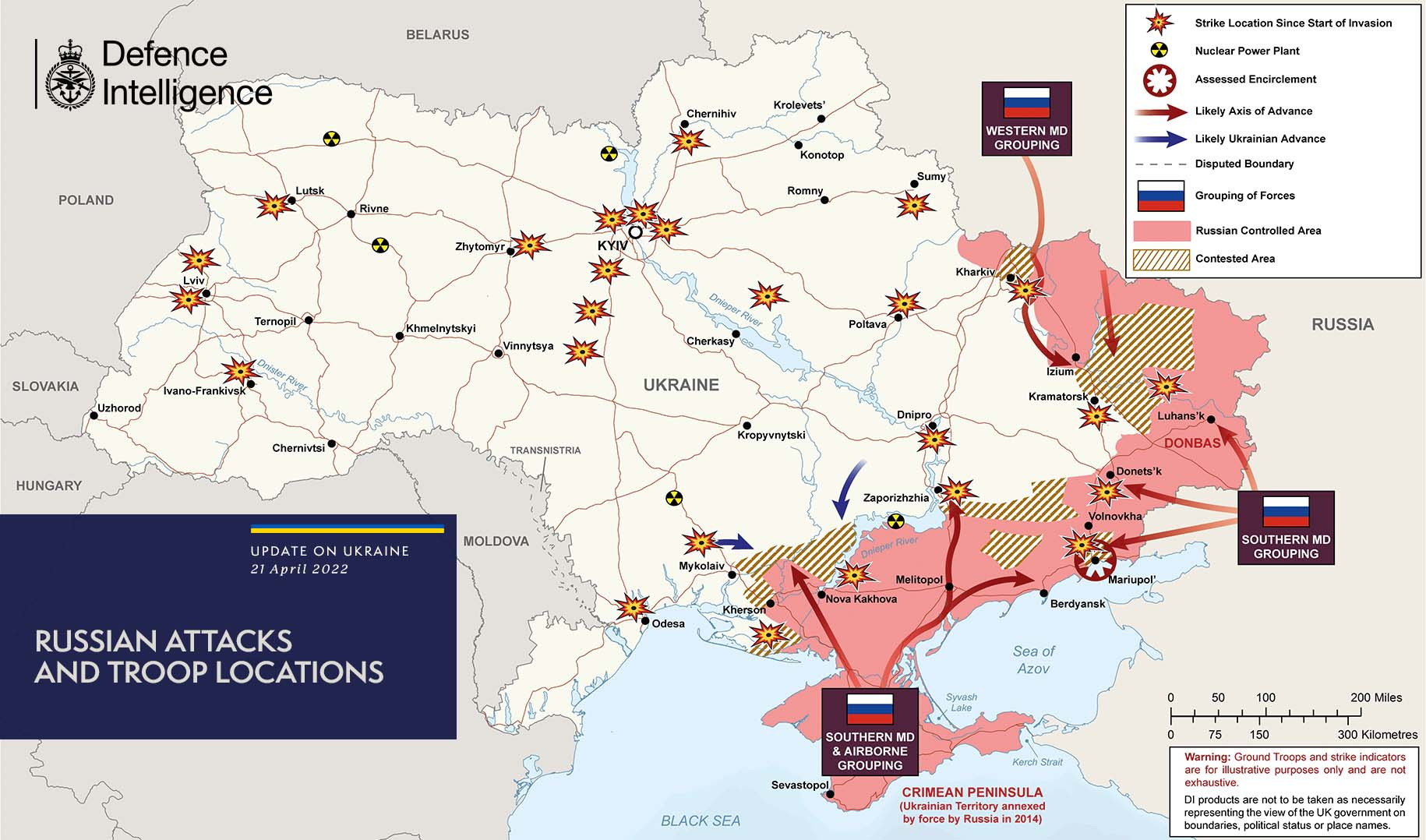
Situation les 21 et 22 avril 2022

### 22 avril
Le major général russe, et commandant par intérim du district militaire central russe, Rustam Minnekayev indique que l’objectif de la « deuxième phase » de l'invasion de l'Ukraine était de s’emparer pleinement du Donbass et du sud de l’Ukraine et d’établir un corridor terrestre avec la Transnistrie indiquant que la Russie pourrait attaquer la ville portuaire d'Odessa ou lancer un blocus économique de la région. Il a ajouté qu’il y avait « des preuves que la population russophone est opprimée » en Transnistrie sans fournir plus de détails sur ses accusations. Le ministère de la Défense de l'Ukraine a réfuté cela et a accusé la Russie d’impérialisme.
Un avion de transport ukrainien Antonov An-26 s'est écrasé dans l'oblast de Zaporijjia. Le pilote est décédé et deux autres personnes ont été blessées. Selon l'administration, l'avion a heurté un poteau électrique, mais certains journalistes russes affirment que les forces ukrainiennes ont accidentellement abattu l'avion avec des systèmes portatifs MANPADS,.
Les responsables ukrainiens reconnaissent la prise de 42 petites localités de l'est de l'Ukraine par les forces russes.

### 23 avril
Selon la Direction du renseignement du ministère ukrainien de la Défense, les forces armées ukrainiennes ont frappé un poste de commandement russe près de la capitale régionale occupée Kherson, dans le sud de l'Ukraine, tuant deux généraux russes et en blessant un autre,.
Des missiles russes frappent la ville portuaire d'Odessa, dans le sud de l'Ukraine. Selon Anton Gerachtchenko, un conseiller du ministre de l'intérieur de l'Ukraine, au moins un missile a explosé, touchant des bâtiments résidentiels. Dans une mise à jour ultérieure, des responsables déclarent qu'au moins six personnes ont été tuées. La Russie confirme l'attaque.

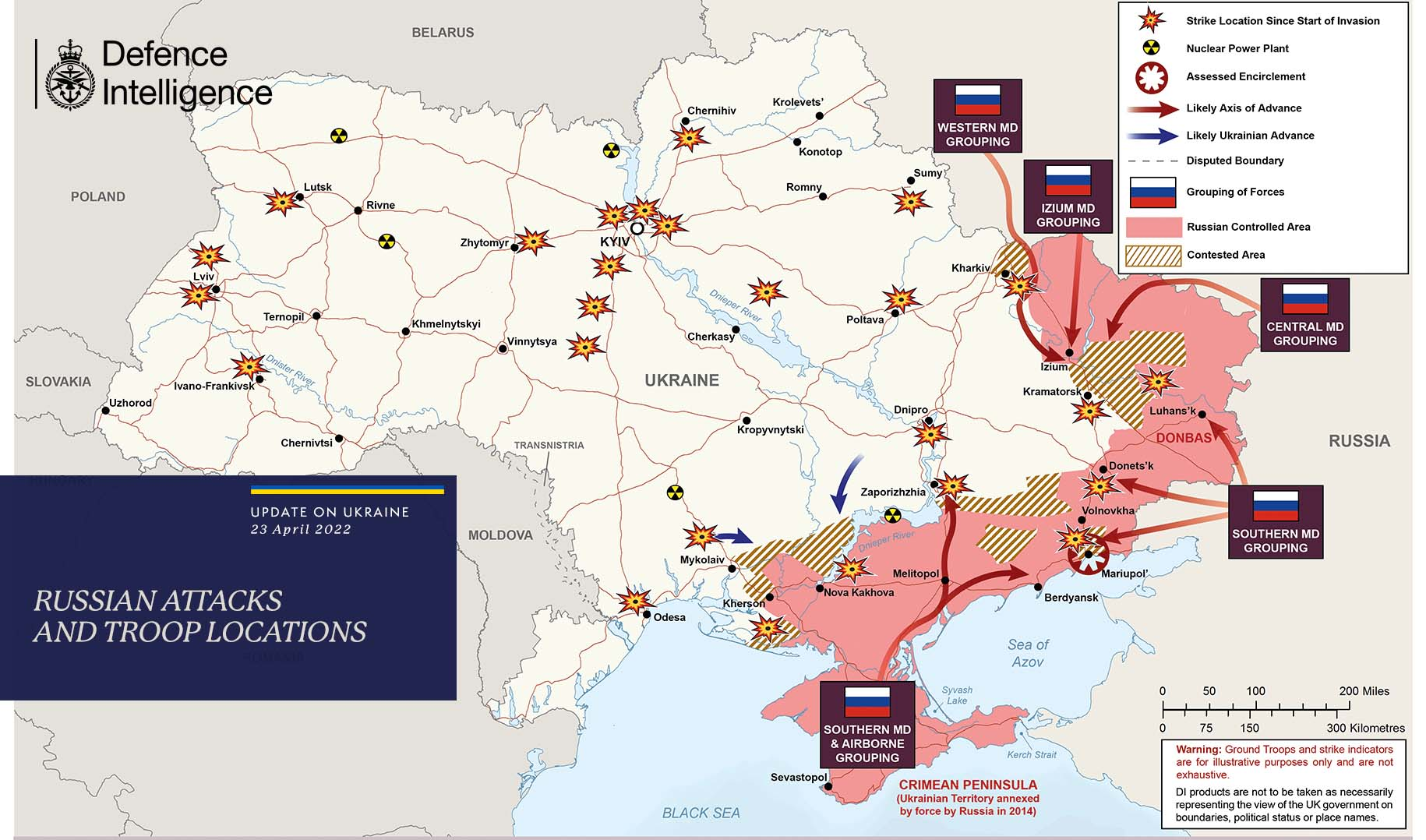
Situation du 23 au 25 avril 2022

### 24 avril
Selon le ministère russe de la Défense, des missiles de haute précision ont frappé neuf cibles militaires ukrainiennes pendant la nuit, dont quatre dépôts dans l'oblast de Kharkiv où des pièces d'artillerie étaient stockées. Des frappes de missiles et d'artillerie ont également détruit quatre autres dépôts dans la même région et frappé une installation produisant des explosifs pour l'armée ukrainienne dans l'oblast de Dnipropetrovsk.
Les forces russes ont mené des frappes aériennes sur l'usine assiégée Azovstal à Marioupol pour tenter de déloger les troupes ukrainiennes présentes à l'intérieur.

### 25 avril
Moscou annonce un cessez le feu pour évacuer les civils encore coincés dans l'usine d'Azovstal. Kiev dément cette annonce en disant qu'il n'existe aucun accord.
La Russie affirme avoir frappé des installations militaires ukrainiennes et la raffinerie de pétrole Ukrtatnafta de Krementchouk, près du Dnipro, la plus importante raffinerie de pétrole d'Ukraine (capacité : 18 millions de tonnes par an). Un incendie frappe un important dépôt de carburant à Briansk,. En outre, le ministère russe de la Défense annonce que des armes à longue portée de haute précision ont détruit six gares près de Krasnoe, Zdolbunov, Zhmerinka, Berdichiv, Kovel et Korosten, par lesquelles des armes et du matériel militaire étrangers étaient fournis aux troupes ukrainiennes dans le Donbass.
Une frappe militaire provoque un incendie au dépôt de carburant à Briansk en Russie, servant de base logistique à l'armée russe,.
Plusieurs explosions se sont produites au ministère de la Sécurité de l'État dans la région séparatiste moldave de Transnistrie, a indiqué le ministère de l'Intérieur sur sa chaîne Telegram. D'après le ministère ukrainien de la Défense l'incident est une « provocation planifiée » par la Russie elle-même pour instiller « un sentiment de panique et anti-ukrainien »,.

### 26 avril
Les combats se concentrent dans le Donbass à l'Est de l'Ukraine, au sud de Izioum, à l'est de Kramatorsk, avec peu d'avancées de l'armée russe.
Une quarantaine d'États se sont réunis sur la base aérienne américaine de Ramstein en Allemagne pour évaluer les besoins militaires de l’Ukraine. Il s'agit de pays membres de l'OTAN, mais également de pays d’Asie et du Moyen-Orient.

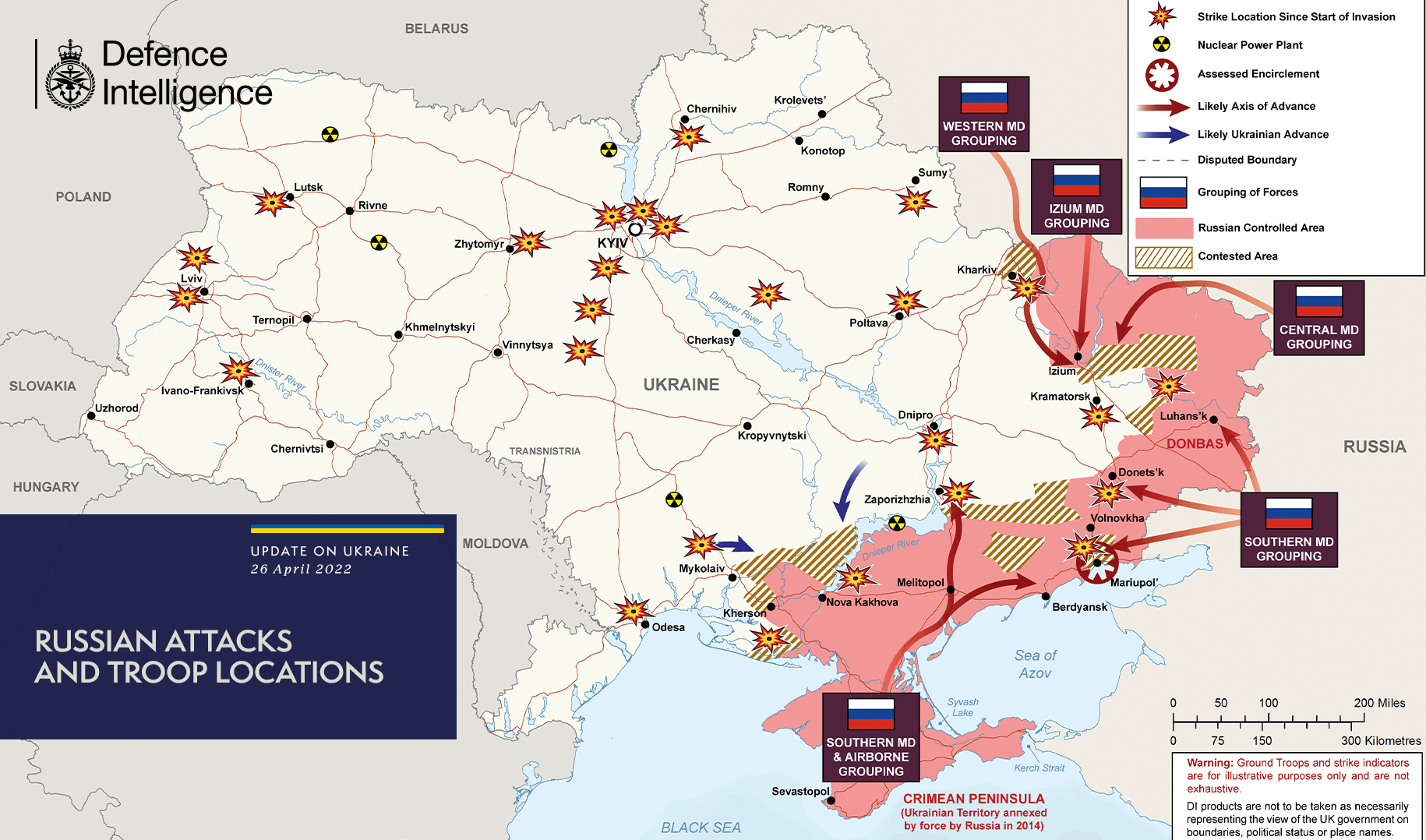
Situation les 26 et 27 avril 2022

### 27 avril
La ville de Belgorod en Russie, proche de la frontière ukrainienne, est le siège de plusieurs explosions et d'un incendie dans un dépôt de munitions de l'armée russe,.
La société gazière russe Gazprom suspend ses livraisons de gaz à la Pologne et à la Bulgarie devant leur refus de payer les livraisons de gaz en roubles. La Russie affirme avoir détruit avec des missiles Kalibr, à Zaporijjia, une grande quantité d'armes et de munitions livrées par les Alliés à l'Ukraine,.
L'armée ukrainienne reconnait des avancées russes dans l'est, dans la région de Kharkiv et dans le Donbass.

### 28 avril
Le ministre de la Défense britannique indique qu'« environ 20 navires de la marine russe se trouvent actuellement dans la zone opérationnelle de la mer Noire, y compris des sous-marins » et que « malgré les pertes embarrassantes du navire de débarquement Saratov (BDK-65) (détruit le 24 mars) et du croiseur Moskva (coulé le 13 avril), la flotte russe de la mer Noire conserve la capacité de frapper des cibles ukrainiennes et côtières ».
Le président des États-Unis Joe Biden demande au Congrès américain une enveloppe budgétaire de 33 milliards de dollars pour assister l’Ukraine, dont 20 milliards au titre de la coopération militaire, 8,5 milliards pour le soutien à l’économie et 3 milliards pour le soutien humanitaire.
Selon l'armée ukrainienne, la Russie « accélère le rythme » de l'invasion, tandis que Poutine promet des frappes « rapides comme l'éclair » contre quiconque interférerait avec les objectifs de la Russie. Celle-ci commence à ordonner à la ville occupée de Kherson d'utiliser les roubles comme monnaie.
Le ministère russe de la Défense annonce avoir détruit 6 dépôts d'armes et de carburant, ainsi que 76 installations militaires ukrainiennes. Les forces séparatistes soutenues par la Russie dans l'oblast de Donetsk, dans l'est de l'Ukraine, affirment avoir arrêté plus de 100 soldats ukrainiens soupçonnés d'être impliqués dans des crimes.
Deux explosions puissantes sont entendues dans la ville russe de Belgorod.
Le Secrétaire général des Nations unies, António Guterres, rencontre le Président Zelensky et se rend à Borodyanka, Boutcha et Irpin. Alors qu'il rentre à Kiev, un missile aurait touché les étages inférieurs d'un immeuble résidentiel de 25 étages, blessant au moins 10 personnes et en tuant une, selon des responsables ukrainiens.

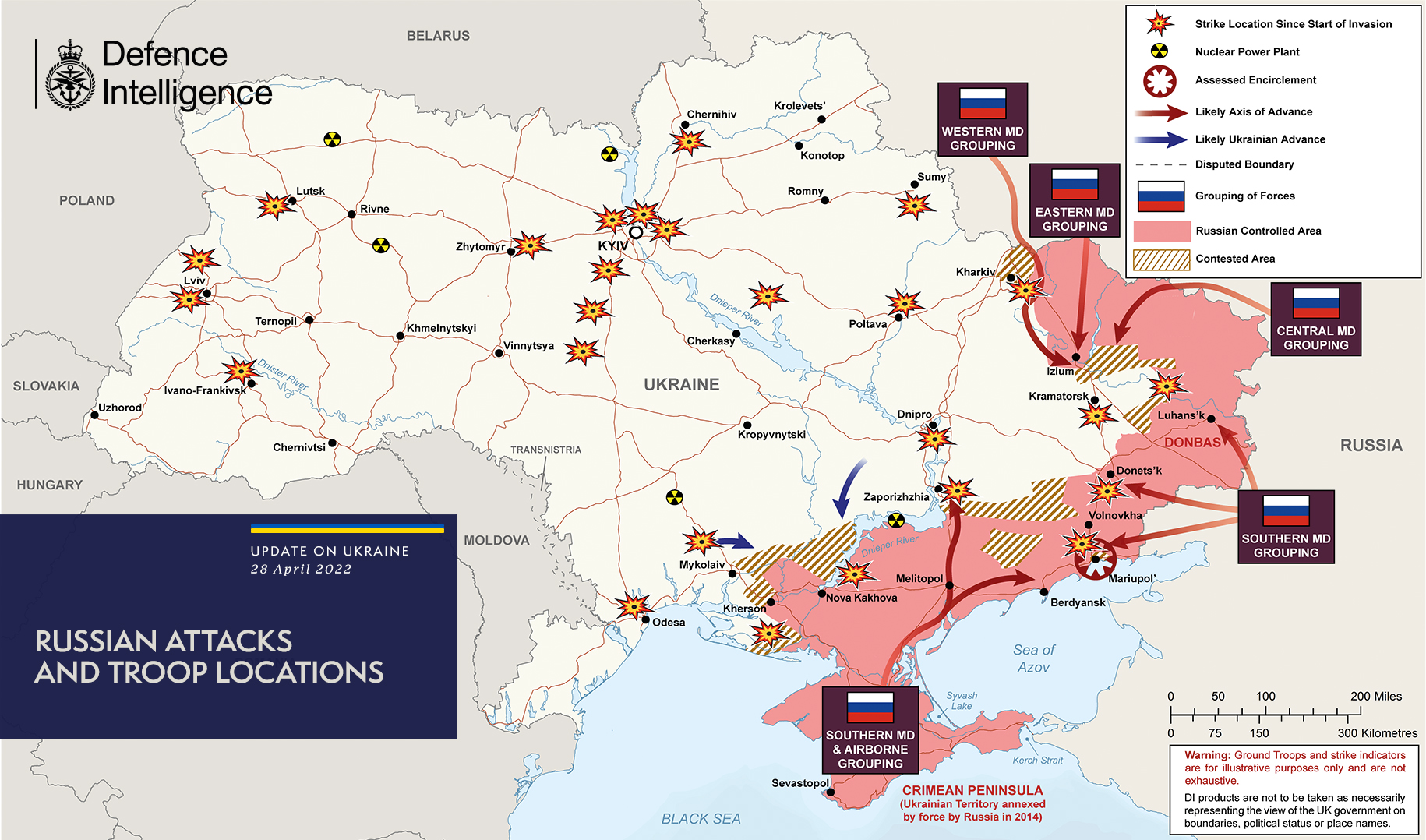
Situation au 28 avril 2022

### 29 avril
Roman Starovoït, le gouverneur de l'oblast de Koursk en Russie, affirme que des obus de mortiers ont été tirés contre un poste de contrôle dans le village russe de Kroupets. Il ajoute que les garde-frontières et l'armée russe ont répondu par des tirs de représailles.
Un avion de reconnaissance russe, type Antonov 30, viole l'espace aérien danois à Bornholm puis celui de la Suède,.

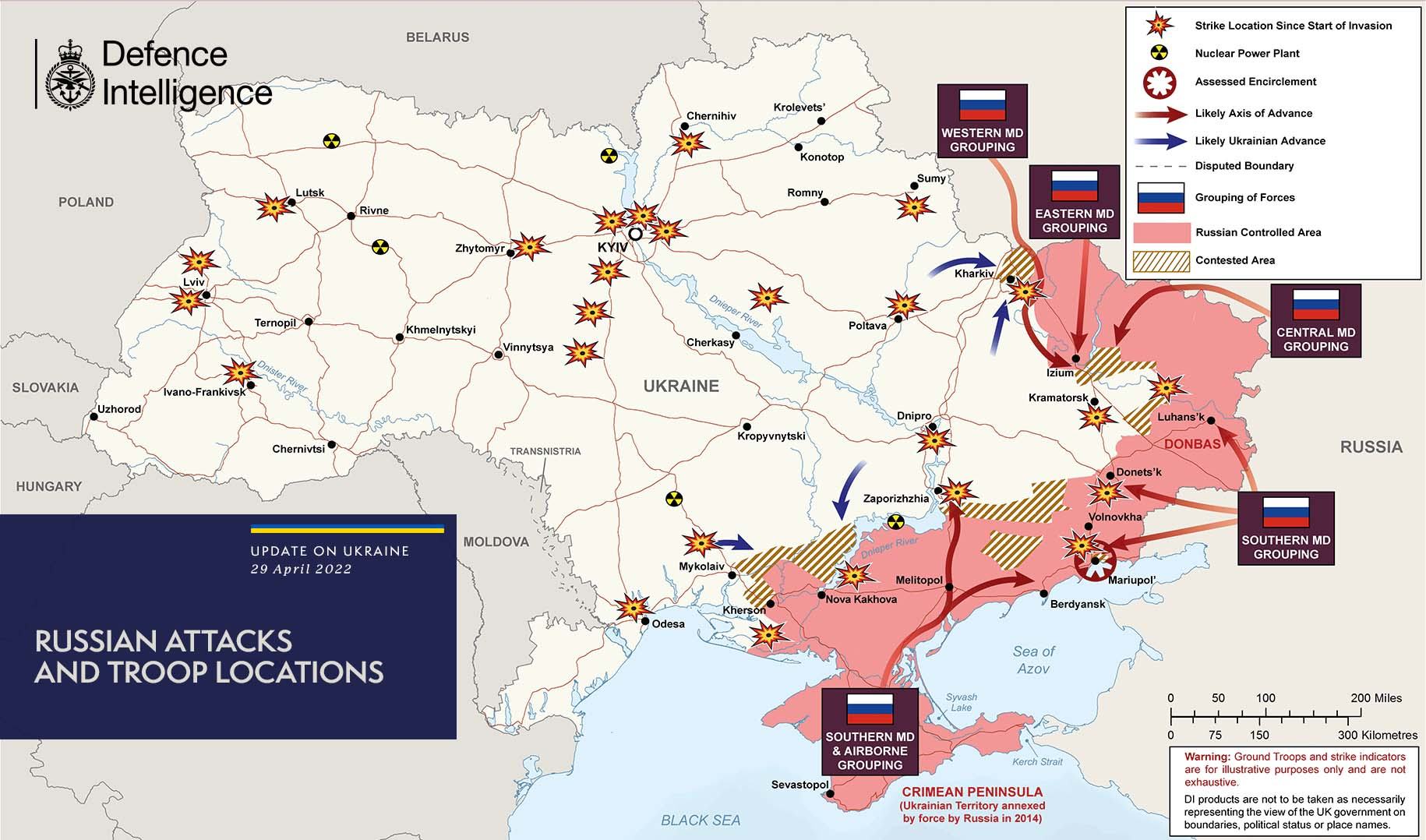
Situation du 29 avril au 3 mai 2022

### 30 avril
La Russie revendique avoir détruit 389 installations militaires en Ukraine pendant la nuit, dont 35 centres de contrôle et 15 dépôts d'armes. Elle a notamment mené une frappe de missiles sur l'aéroport d'Odessa, rendant la piste d'atterrissage inutilisable. Selon le gouverneur régional d'Odessa, Maxym Martchenko, l'armée russe a utilisé un système de missiles K-300P Bastion-P déployé depuis la Crimée ; le ministère russe de la Défense affirme quant à lui avoir utilisé des missiles P-800 Oniks de haute précision.
- Tir de missiles de croisière Oniks depuis le système de missiles côtiers Bastion sur l'île Kotelny le 25 septembre 2018.
- Lancement d'un missile de croisière Oniks depuis le Bastion DBK vers Tchoukotka le 27 septembre 2019.
- Tir de missiles de croisière Oniks.

### Mai 2022
Pour les événements suivants, voir Chronologie de l'invasion de l'Ukraine par la Russie (mai 2022).